# 金正恩将軍を命懸けで死守せん
金正恩将軍を命懸けで死守せん（キムジョンウンしょうぐんをいのちがけでししゅせん、朝鮮語: 김정은장군 목숨으로 사수하리라）は、朝鮮民主主義人民共和国（北朝鮮）の歌曲。プロパガンダソング。　　　　　　　　　　　　　　　　　　　　　　　　　　　　　　　　　　　　　作詞はシン・ビョンガン（신병강）、作曲はチョ・ギョンジュン（조경준）。　　　　　　　　
「金正恩将軍を命を賭して守ろう」とも日本語訳され、金正恩朝鮮労働党国務委員会委員長を称賛する歌である。

## 概要
2012年1月15日に金正恩第一書記(当時)が鑑賞した平壌での音楽公演で、金正恩第一書記の名を初めて冠した新曲「金正恩将軍を命をかけて死守する」が演じられたと北朝鮮の国営通信社である朝鮮中央通信が伝えた。　　　　　　　　　　　　　　　　　　　　　　　　　　　　　　　　　　音楽を通じた金正恩第一書記の宣伝活動に力を入れることで、指導者への忠誠心を歌で人々に植えつけ、社会の結束を図った北朝鮮第2代最高指導者で父・金正日総書記や北朝鮮初代最高指導者で祖父・金日成主席の「音楽政治」を継承した形である。